# Heinz Bauer (Mediziner, 1933)
Heinz Bauer (* 26. Dezember 1933 in Saarwellingen) ist ein deutscher Mediziner und ehemaliger Präsident der Justus-Liebig-Universität Gießen (JLU).

## Leben

### Wissenschaft
Von 1963 bis 1971 war er am Max-Planck-Institut für Virusforschung in Tübingen tätig. Von 1971 bis 1974 war er Leitender Direktor der Virusabteilung am Robert-Koch-Institut in Berlin. Nach der Habilitation am 25. Februar 1969 an der Eberhard Karls Universität Tübingen war er ab 1974 als Nachfolger von Hans Joachim Eggers Professor für Virologie und Leiter des Instituts für Medizinische Virologie in Gießen. Er etablierte RNA-Tumorviren als neues Forschungsobjekt, sein Schwerpunkt war die Krebsforschung.

### Hochschulpolitik
Im Januar 1987 wählte der Konvent der JLU Heinz Bauer als Nachfolger von Karl Alewell zum vierten Präsidenten der Justus-Liebig-Universität, er trat das Amt am 19. Februar 1987 an. Am 6. Juli 1994 wurde er für eine weitere Amtszeit wiedergewählt. Am 16. April 1997 stellte er sein Amt zur Verfügung und begründete diesen Schritt mit der Struktur der akademischen Selbstverwaltung. Am 22. Oktober wählte der Konvent Stefan Hormuth als Nachfolger, der sein Amt am 16. Dezember 1997 – mitten während der Studierendenproteste des „Lucky Streik“, die Bauer unterstützte – antrat.

## Auszeichnungen
1971 wurde er für seine Forschung mit dem Wilhelm-Warner-Preis der Wilhelm-Warner-Stiftung ausgezeichnet, 1976 mit dem Dr. Emil Salzer-Preis.

## Engagement
Im Jahr 2000 gründete Bauer – selbst Klavierspieler – auf dem Kirchberg bei Lollar-Ruttershausen das „Kirchbergforum“: Bis 2011 bot er jungen Künstlern der klassischen Musik in den historischen Räumen eine Auftrittsplattform. Die Reihe wird von seinem Schwiegersohn, Peter Herrmann, weiter geführt.
Um Menschen mit geringem Einkommen eine Teilhabe an Kultur zu ermöglichen, gründete Heinz Bauer 2011 mit weiteren Personen in Gießen eine Kulturloge als Verein nach dem Vorbild der Kulturloge in Marburg. Bis 2018 fungierte er als Vereinsvorsitzender.

## Schriften (Auswahl)
- mit Hans-Dieter Klenk und Christoph Scholtissek (Hrsg.): Modern trends in virology. Berlin 1988, ISBN 3-540-19313-8.
- onc-Gene: Die Ursache der Krebsentstehung : Krebsforschung im Institut für Medizinische Virologie. In: Spiegel der Forschung 01 (1983) H. 1; S. 29–32, urn:nbn:de:hebis:26-opus-56159 (Volltext)